# 39564 Tarsia
39564 Tarsia este un asteroid din centura principală de asteroizi.

## Descriere
39564 Tarsia este un asteroid din centura principală de asteroizi. A fost descoperit pe 2 septembrie 1992 la Observatorul La Silla de Eric Walter Elst. Asteroidul prezintă o orbită caracterizată de o semiaxă mare de 2,32 ua, o excentricitate de 0,20 și o înclinație de 7,7° în raport cu ecliptica.